# Giorgio Bombonati
Giorgio Bombonati (Borgo San Giorgio, 25 aprile 1908 – Lechemti, 27 giugno 1936) è stato un aviatore e militare italiano, decorato con la medaglia d'oro al valor militare alla memoria al termine della guerra d'Etiopia durante il corso delle operazioni di consolidamento dell'Africa Orientale Italiana.

## Biografia
Nacque a Borgo San Giorgio, Ferrara il 25 aprile 1908. Arruolatosi volontario nella Regia Aeronautica nel luglio 1926, divenne primo aviere nel 1927, e sergente nel 1928, quando fu assegnato al 19º Stormo Ricognizione Terrestre. Nel giugno 1929 venne mandato in Cirenaica per la Riconquista della Cirenaica, al fine di partecipare alla grandi operazioni di polizia coloniale per la Riconquista della Libia. Vi rimase per i successivi cinque anni, partecipando alle operazioni belliche che portarono alla Conquista italiana dell'oasi di Cufra. Rientrato in Patria nel 1933, decorato di una Medaglia d'argento, una di bronzo e con la Croce di guerra al valor militare, fu destinato a prestare servizio presso il 14º Stormo Bombardamento Terrestre. Con l’approssimarsi dell’inizio delle ostilità della Guerra d'Etiopia, si sottopose ad un intervento chirurgico per ottenere l’idoneità al servizio in Africa orientale. Nel corso del 1935 partì per la Colonia eritrea con il grado di maresciallo, arrivando a Massaua il 9 ottobre. Nel corso della campagna fu decorato con una seconda Medaglia d'argento al valor militare.

### La morte
Nell'ambito delle operazioni di consolidamento dell'Africa Orientale Italiana il 26 giugno 1936 decollò dall'Aeroporto di Addis Abeba-Bole insieme al generale Vincenzo Magliocco che comandava una squadriglia formata da due bombardieri Ca.133 del XLIV Gruppo e un ricognitore Ro.1, avente rotta per Lekempti con il compito di contattare alcuni capi locali e di assicurarne la fedeltà alla Corona italiana. Il primo velivolo era pilotato personalmente da lui, mentre il secondo era al comando di Antonio Locatelli.
Una volta atterrati sul campo di Bonaia i tre equipaggi organizzarono un accampamento di fortuna intorno ai velivoli, ma la notte del 27 vennero assaliti da un gruppo di arbegnuoc, i guerriglieri etiopi, guidati da Keflè Nasibù e Belai Haileab. Tutti i membri della spedizione, tranne il tenente cappellano Mario Borello, il 1º aviere Alberto Agostini e i due interpreti indigeni, rimasero uccisi e i tre aerei incendiati. L'aviere Alberto Agostini fu ucciso successivamente in un nuovo scontro con gli etiopi.
I resti dei tre aerei furono avvistati da un velivolo italiano IMAM Ro.37 della 110ª Squadriglia, con a bordo il fotografo Baccari pilotato dal capitano Mario Bonzano il giorno successivo. Il relitto di uno dei due Ca.133 fu trasformato successivamente in un monumento ai caduti. Per onorarne il coraggio dei membri della missione fu decretata per tutti la concessione della Medaglia d'oro al valor militare alla memoria.
Una scuola primaria di Ferrara porta il suo nome, decorata sulla facciata da un bassorilievo a lui dedicato opera del 1936 dell'artista Enzo Nenci .

### Annotazioni
1. ↑  Si trattava del generale Vincenzo Magliocco, del colonnello di stato maggiore Mario Calderini, del maggiore pilota Antonio Locatelli, del capitano pilota Mario Galli, del capitano osservatore Antonio Drammis dè Drammis, del tenente pilota Luigi Gabelli, del maresciallo pilota Giorgio Bombonati, sergente radiotelegrafista Renato Ciprari, del 1º aviere motorista Alberto Agostini, dell'aviere scelto radiotelegrafista Giulio Malenza, dell'aviere motorista William D'Altri, dell'ingegnere civile Adolfo Prasso.

### Periodici
- Ovidio Ferrante, Lekemti: la Kindu della Regia Aeronautica, in Rivista Militare, Roma, Stato Maggiore dell'Aeronautica Militare, febbraio-marzo 2006,  pp. 80-87.
- Nico Sgarlato, Le Aquile dell'Impero, in Ali di Gloria, n. 3, Parma, Delta Editrice, aprile-maggio 2012.
- Bombonati, l’eroe di guerra celebrato dall’artista Nenci, in La Nuova Ferrara, Ferrara, GEDI Gruppo Editoriale, 21,  p. 39.